# Léon Froment
Pour les articles homonymes, voir Froment et Léon.
Ne doit pas être confondu avec Froment du Léon.
Œuvres principales
Lou mariage de Peyrouton et Morgorido (1924) 
Chansons du Rouergue (1925 et 1930)
Léon Froment est un compositeur, organiste, maître de chapelle, chef de chœur, chef d'orchestre, pédagogue, folkloriste, collecteur français de chansons traditionnelles en occitan né le 12 août 1869 à Castelnaudary et mort le 10 septembre 1934 à Rodez.

## Biographie
Léon Froment naît le 12 août 1869 à Castelnaudary. Compositeur, maître de chapelle, chef de chœur et organiste titulaire de la cathédrale Notre-Dame, il enseigne la musique au lycée de Rodez et à l'École normale. 
Il prend en charge pendant plus de vingt-cinq ans la direction artistique de l'harmonie millavoise, de l'orphéon Les Montagnards et de l'Union orphéonique, sociétés musicales de l'Aveyron,. Il dirige, à partir de 1925, l'orchestre du Grand Café du Jardin à Rodez, au programme duquel se trouvent des musiques de danse comme les valses, paso doble, fox trot et polka mais aussi l'ouverture des Noces de Figaro.
Son ami Déodat de Séverac lui dédie en 1911 une pièce de son recueil En vacances.
En 1924, alors qu'il est directeur de la Lyre ruthénoise, il publie, avec Arthémon Durand-Picoral (1862-1937), instituteur et mainteneur du Félibrige et Louis Debrons (1881-1941), compositeur félibre et musicien de l'Escolo Oubernhato, Lou mariage de Peyrouton et Morgorido, réédité en 2018. Folkloriste, il collecte au début du XXe siècle des chansons du Rouergue en langue occitane qu'il publie en deux volumes en 1925 et 1930 avec leur traduction en français, la musique notée de leur mélodie et les conditions de leur collecte. Le recueil est réédité en 1996 par les Éditions du Rouergue.
Il meurt le 10 septembre 1934 à Rodez. Il est inhumé au cimetière de La Selve.

## Compositions
- 18.. : Cantate pour les vœux, pour solistes, chœur à 3 voix égales et orgue
- 1893 : Violettes de Parme, mélodie pour mezzo-soprano ou baryton
- 1895 : Cantilène, pour piano
- 1895 : Divertissement, pour piano, op. 12
- 1895 : Intermède, pour piano
- 1895 : L'Or-Kina, hymne bachique pour orchestre
- 1895 : Simplette, pastorale pour piano
- 1898 : La petite Maraichère, chansonnette avec parlé
- 1898 : Vers le Pays du rêve
- 1898 : Vieille Chanson bretonne
- 1900 : Églantine et Mimosa, saynète à 2 personnages avec accompagnement de piano
- 1900 : La Grève des fleurs, grande scène lyrique pour compliment de fête
- 1901 : Calcul rose, saynète enfantine avec accompagnement de piano
- 1901 : Pour la France, drame patriotique en un acte avec chœurs
- 1903 : Excelsior, chœur à quatre voix d'hommes
- 1903 : Hymne à la bannière, chœur à quatre voix d'hommes
- 1904 : Berceuse pour poupée, chant et piano
- 1904 : Dictame, pour chant et piano
- 1904 : En Goguette, polka marche pour piano
- 1904 : Hymne d'amour
- 1904 : Sérénade
- 1905 : L'Ondine du lac, opérette dramatique en 4 actes
- 1906 : Dans l'Azur, mélodie
- 1910 : Dans les grands Bois de France, chœur à 4 voix d'hommes
- 1912 : Doucettement, gavotte pour piano
- 1913 : Hymne à l'automne, chœur à 4 voix d'hommes
- 1923 : Menuet d'antan, pour piano
- 1935 : Pregairo d'efan (Prière d'enfant), pour chant et piano
- 1935 : Rêves et Flocons, pour chant et piano